# Az Amerikai Egyesült Államok szövetségi minisztériumainak listája
Az Amerikai Egyesült Államok szövetségi minisztériumainak listája az Egyesült Államok tizenöt minisztériumát tartalmazza, amelyeknek vezetőiből összeáll a szövetségi kormány, az elnök kabinetje.
A jelenlegiek mellett korábban létezett hét további minisztérium, amelyek vagy át lettek szervezve vagy beleolvadtak a napjainkban is ismertekbe.

## Lista
| Minisztérium                               | Pecsét | Zászló | Alapítva             | Dolgozók         | Költségvetés           | Vezető                                  | Vezető                |
| Minisztérium                               | Pecsét | Zászló | Alapítva             | Dolgozók         | Költségvetés           | Megnevezés                              | Miniszter             |
| ------------------------------------------ | ------ | ------ | -------------------- | ---------------- | ---------------------- | --------------------------------------- | --------------------- |
| Külügyminisztérium                         |        |        | 1789. július 27.     | 30 000 (2023)    | $58,1 milliárd (2023)  | Külügyminiszter                         | Marco Rubio           |
| Pénzügyminisztérium                        |        |        | 1789. szeptember 2.  | 100 000 (2023)   | $16,4 milliárd (2023)  | Pénzügyminiszter                        | Scott Bessent         |
| Belügyminisztérium                         |        |        | 1849. március 3.     | 70 000 (2023)    | $18,9 milliárd (2023)  | Belügyminiszter                         | Doug Burgum           |
| Mezőgazdasági Minisztérium                 |        |        | 1862. május 15.      | 100 000 (2023)   | $242 milliárd (2023)   | Mezőgazdasági miniszter                 | Brooke Rollins        |
| Igazságügyi Minisztérium                   |        |        | 1870. július 1.      | 113 543 (2012)   | $37,5 milliárd (2023)  | Legfőbb ügyész                          | Pamela Bondi          |
| Kereskedelmi Minisztérium                  |        |        | 1903. február 14.    | 41 000 (2023)    | $16,3 milliárd (2023)  | Kereskedelmi miniszter                  | Howard Lutnick        |
| Munkaügyi Minisztérium                     |        |        | 1913. március 4.     | 15 000 (2023)    | $97,5 milliárd (2023)  | Munkaügyi miniszter                     | Lori Chavez-DeRemer   |
| Védelmi Minisztérium                       |        |        | 1947. szeptember 18. | 3 200 000 (2023) | $852 milliárd (2023)   | Védelmi miniszter                       | Pete Hegseth          |
| Egészségügyi Minisztérium                  |        |        | 1953. április 11.    | 65 000 (2023)    | $1,772 billió (2023)   | Egészségügyi miniszter                  | Robert F. Kennedy Jr. |
| Lakásügyi és Városfejlesztési Minisztérium |        |        | 1965. szeptember 9.  | 9000 (2023)      | $61,7 milliárd (2023)  | Lakásügyi és városfejlesztési miniszter | Scott Turner          |
| Közlekedési Minisztérium                   |        |        | 1967. április 1.     | 55 000 (2023)    | $145 milliárd (2023)   | Közlekedési miniszter                   | Sean Duffy            |
| Energiaügyi Minisztérium                   |        |        | 1977. augusztus 4.   | 10 000 (2023)    | $45,8 milliárd (2023)  | Energiaügyi miniszter                   | Chris Wright          |
| Oktatási Minisztérium                      |        |        | 1979. október 17.    | 4200 (2023)      | $79,6 milliárd (2023)  | Oktatási miniszter                      | Linda McMahon         |
| Veteránügyi Minisztérium                   |        |        | 1989. március 15.    | 235 000 (2023)   | $308,5 milliárd (2023) | Veteránügyi miniszter                   | Doug Collins          |
| Belbiztonsági Minisztérium                 |        |        | 2002. november 25.   | 250 000 (2023)   | $101,6 milliárd (2023) | Belbiztonsági miniszter                 | Kristi Noem           |

## Korábbi minisztériumok
| Minisztérium                                  | Alapítva             | Eltávolítva a kabinetből | Jogutód | Utolsó vezető                              | Utolsó vezető            | Utolsó vezető |
| Minisztérium                                  | Alapítva             | Eltávolítva a kabinetből | Jogutód | Megnevezés                                 | Miniszter                |               |
| --------------------------------------------- | -------------------- | ------------------------ | --- | ------------------------------------------ | ------------------------ | ------------- |
| Háborús Minisztérium                          | 1789. augusztus 7.   | 1947. szeptember 18.     | Katonasági Minisztérium Légierő Minisztérium                                                                            | Háborús miniszter                          | Kenneth Claiborne Royall |               |
| Haditengerészeti Minisztérium                 | 1798. április 30.    | 1949. augusztus 10.      | Védelmi Minisztérium (minisztériumként) az új minisztérium része lettek, napjainkig is osztályok a minisztériumon belül | Haditengerészeti miniszter                 | Francis P. Matthews      |               |
| Katonasági Minisztérium                       | 1947. szeptember 18. | 1949. augusztus 10.      | Védelmi Minisztérium (minisztériumként) az új minisztérium része lettek, napjainkig is osztályok a minisztériumon belül | Katonasági miniszter                       | Gordon Gray              |               |
| Légierő Minisztérium                          | 1947. szeptember 18. | 1949. augusztus 10.      | Védelmi Minisztérium (minisztériumként) az új minisztérium része lettek, napjainkig is osztályok a minisztériumon belül | Légierő minisztere                         | Stuart Symington         |               |
| Postaügyi Minisztérium                        | 1792. február 20.    | 1971. július 1.          | Postaszolgálat | Postaügyi miniszter                        | Winton M. Blount         |               |
| Kereskedelmi és munkaügyi Minisztérium        | 1903. február 14.    | 1913. március 4.         | Kereskedelmi Minisztérium Munkaügyi Minisztérium (a Kereskedelmi Minisztériumot tekintik a közvetlen jogutódnak)        | Kereskedelmi és munkaügyi miniszter        | Charles Nagel            |               |
| Egészségügyi, oktatási és jóléti Minisztérium | 1953. április 11.    | 1979. október 17.        | Oktatási Minisztérium Egészségügyi Minisztérium (az Egészségügyi Minisztériumot tekintik a közvetlen jogutódnak)        | Egészségügyi, oktatási és jóléti miniszter | Patricia Roberts Harris  |               |